# Coloană vertebrală

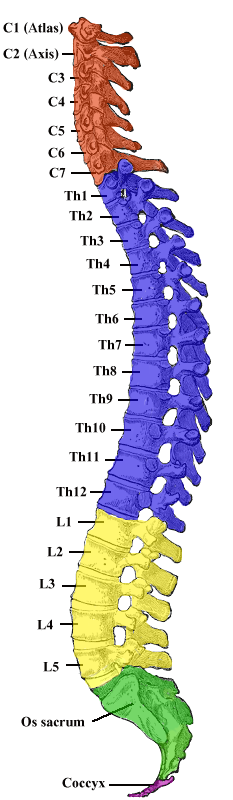
Coloana vertebrală

Coloană vertebrală, cunoscută și sub numele de șira spinării , face parte din scheletul axial. Coloana vertebrală este caracteristica definitorie a unei vertebrate în care notocordul (o tijă flexibilă cu compoziție uniformă) găsită în toate cordatele a fost înlocuită cu o serie segmentată de os: vertebre separate de discuri intervertebrale Coloana vertebrală adăpostește canalul spinal, o cavitate care cuprinde și protejează măduva spinării.
Există aproximativ 50.000 de specii de animale care au o coloană vertebrală. Coloana vertebrală umană este printre cele mai studiate structuri anatomice.

## Structura
Coloana vertebrală este constituită din 33/34 de vertebre, douăzeci și patru superioare sunt articulate și separate unele de altele prin discuri intervertebrale iar cele nouă/zece inferioare sunt topite la adulți, cinci în sacrum și patru/cinci în Coccis, sau „coadă”. 
Vertebra tip prezinta in partea anterioara corpul vertebral, iar posterior arcul vertebral ce este legat de corpul vertebral prin doi pediculi vertebrali. Prin suprapunerea acestora se delimiteaza orificiile intervertebrale prin care ies nervii spinali. Intre corpul vertebral, pediculii vertebrali si arcul vertebral se afla orificiul vertebral, care prin suprapunere formeaza canalul vertebral ce adaposteste aproximativ 70% din maduva spinarii. 
Vertebrele articulate sunt numite în funcție de regiunea coloanei vertebrale. Există șapte vertebre cervicale, douăsprezece vertebre toracice și cinci vertebre lombare.
- regiunea cervicală - din 7 vertebre (primele două se numesc atlas și axis datorita funcției de susținere pe care le îndeplinesc)
- regiunea toracică - din 12 vertebre
- regiunea lombară - din 5 vertebre
- regiunea sacrală - din 5 vertebre sudate (sacrum)
- regiunea coccigiană - din 4/5 vertebre reduse (coccis).[5]

Există ligamente pentru extinderea lungimii coloanei în față și spate, și între vertebrele care ajută la procesul spinos, procesul transversal și laminae vertebrale.